# Merry Merry
『Merry Merry』（メリー・メリー）は、中山美穂のクリスマス企画アルバムで、10作目のオリジナル・アルバム。1989年12月5日にキングレコードより発売された。規格品番は250A-80。

## 概要
帯コピー：GREETING from Miho Happy With You
クリスマスを意識した内容で、ジャケットもプレゼントのパッケージのようなデザインになっている。
全8曲中5曲がクリスマス・スタンダードナンバーのカバー曲、2曲が中山本人の作詞作曲によるオリジナル曲（当時ペンネームで使用していた″北山瑞穂″名義）、1曲がインスト曲で構成されている。編曲は全て大谷和夫によるもの。アルバム『Mind Game』に収録されていた楽曲「Long Distance To The Heaven」が、本作にはインストゥルメンタルで収録されており、また、歌詞の内容に合わせたショート・ストーリーのブックレットが同梱されている。

## 収録曲

### CD
| 全編曲: Kazuo Otani。 |                                                                   |                          |       |
| #                     | タイトル                                                          | 作詞・作曲               | 時間  |
| 1.                    | 「Some Day At Christmas」                                         | Ron Miller, Bryan Wells  | 3:37  |
| 2.                    | 「White Christmas」                                               | Irving Berlin            | 5:15  |
| 3.                    | 「Without You」                                                   | Mizuho Kitayama          | 5:17  |
| 4.                    | 「I Saw Mommy Kissing Santa Claus」                               | Tommie conner            | 2:38  |
| 5.                    | 「Say Love Me」                                                   | Mizuho Kitayama          | 5:57  |
| 6.                    | 「Have Yourself A Merry Little Christmas」                        | Hugh Martin, Ralph Blane | 4:50  |
| 7.                    | 「Silent Night, Holy Night」                                      | Franz Gruber             | 3:13  |
| 8.                    | 「Long Distance To The Heaven」(Instrumental for the short story) | Mizuho Kitayama          | 3:31  |
| 合計時間:             | 合計時間:                                                         | 合計時間:                | 34:26 |

## 再発盤
- 2015年10月14日 - CD（廉価盤 KICS-3270）[2]
2015年リマスタリング仕様で「30th Anniversary Original Album Collection」として、これまでにリリースしたアルバムのうち25作品を同日再発売（初版発売時についていた三方背ボックスは付属していないが、ショートストーリーのブックレット内容は歌詞ブックレットとまとめて一冊になっている）。[3]